# 徐逸樵
徐逸樵（1898年6月21日—1989年9月30日），原名颂薪，浙江诸暨人，中国近代政治人物、教育家。

## 生平
徐逸樵17岁自诸暨县立中学堂毕业后赴日本留学，考取东京高等师范学校官费生，主修教育、英语。1924年学成回国后，曾先后任教于浙江省立法政专门学校、浙江省立女子师范学校、女子中学等校。此后，新任湖州中学校长的雷震曾请他出任学校教务主任兼师范部主任，然而不到两月便因为蒋介石清党而出走。1928年起任教于上海政法大学。后由雷震介绍到国民党中央党部训练部任职。1933年受陈布雷之请出任严州中学校长。此后，又经王世杰邀请出任教育部社会教育司第二科科长，并兼第三科科长。其时，还同雷震一起创办了行健中学。抗日战争爆发后，徐逸樵历任第二十军团秘书长、政治部主任，第三十一集团军政治部主任，中央政治大学指导员，陕西省立政治学院院长，国民党中央组织部训练处处长等职。抗战胜利后，他出任国民政府驻日军事代表团首席顾问。1946年回到上海，与张群、贺耀祖、汤恩伯等筹建亚东协会并任常务理事。后又重返日本任驻日军事代表团顾问，并成立亚东协会东京分会。随后不久他便辞去代表团职务，投入对日本历史的学术研究工作，并开始了在日本三十年的侨居生活。1978年他回到中国定居，出任第五至七届全国政协常委。1989年9月30日，因心肌梗塞在北京逝世。